# Ma vie à la télé

Logo de l'émission

Ma vie à la télé est une émission de télévision consacrée à la télévision et la télé-réalité, présentée par Yasmine Oughlis et diffusée sur NT1 entre le 10 janvier 2011 et 2013.

## Concept
L'émission propose une série de reportages et de rencontres avec d'anciens candidats d'émissions (notamment de télé-réalité) ainsi que de personnalités également (comme Victoria Silvstedt et Laurent Ournac) cherchant ainsi à découvrir ce qu'ils sont devenus. Chaque émission est axée sur une thématique particulière.

### Émissions diffusées
- « Je suis né dans une télé réalité »
- « La télé a changé ma vie »
- « Prêts à tout pour la télé » (I et II)
- « Après la télé réalité, ont-ils trouvé l'amour ? »
- « Je suis sans limites à la télé »
- « Mon physique m'a fait passer à la télé »
- « Je ne suis pas passé inaperçu à la télé »
- « Ils se sont aimés à la télé »
- « Ma vie après Secret Story »
- « J'ai été prof à la télé »
- « La télé m'a donnée ma chance »